# 盛忠亮
盛忠亮（1907年8月27日—2007年3月29日），易名盛岳，字伐樵，湖南石门县人，中国共产党早期领导人。

## 生平
1907年8月27日出生于湖南省石门县维新镇热水溪村。1922年毕业于石门县立中学。1923年考入北京国立法政大学学习，期间加入中国共产党，任全国学联中共支部书记。1926年因受到北洋政府通缉，被中共北京市委选派赴莫斯科中山大学学习。
1933年1月回国担任中共上海中央局宣传部长负责工运、上海中央局组织部长。中共上海中央局第一任书记李竹声被捕后，于1934年8月接任上海中央局代理书记。此后被李竹声供出于1934年10月4日被捕，受审初不予妥协；后经顾顺章建议，由其女友秦曼云劝说，遂变节，加入中统。
抗战期间，在兰州的中、苏航空站工作，负责与苏联方面联络。1943年，改任中国驻印远征军新一军特别党部少将书记长，并协助郑洞国转战印缅战场。1945年，留任国民政府外交部。1950年至1954年出任中华民国驻伊拉克參事衔临时代办。1954年至1960年出任中华民国外交部亚西司司长。1960年至1964年任中华民国驻乌拉圭公使。1964年，与夫人秦曼云携三男二女，举家迁居美国经商定居。撰有《莫斯科中山大学和中国革命》。
秦曼云曾是关向应之妻，1928年6月在莫斯科中山大学结婚，1932年初分手。关向应前往中央苏区，秦曼云留在上海，与盛忠亮发生感情。2001年12月17日，秦曼云去世。
2007年3月29日，盛忠亮去世，享年100岁。
盛忠亮远居海外，从2000年起，在家乡石门设立“盛氏女儿文教基金会”，资助贫困女子完成中学或大学学业。每年资助十名小学女生从小学三年级读到高中三年级。至2006年止，已累计资助七十名女生完成高中学业，十名完成大学学业，投入资金约五十万元。